# 中條精一郎
中條 精一郎（ちゅうじょう せいいちろう、旧字体：中條 精󠄀一郞、慶応4年4月18日（1868年5月10日） - 昭和11年（1936年）1月30日）は、日本の建築家。曽禰達蔵とともに曽禰中條建築事務所を主宰し、オフィスビルを中心にして多くの建築作品を手がけた。

## 人物
米沢（現・山形県米沢市）生まれ。幕末の米沢藩士中條政恒の長男。東京帝国大学建築学科を卒業後、文部省の建築技師となり、建築課札幌出張所長として札幌農学校などの建設に当たった。同校土木工学科の建築学講師の嘱託も務めた。1902年に東京に戻り千駄木に一家を構えたが、翌年旧米沢藩主家の上杉憲章とともにイギリスに留学（1904-1907年）、ケンブリッジ大学で建築を学んだ。
帰国後文部省を退官し、1908年に曽禰達蔵とともに東京丸の内に設計事務所を開設。慶應義塾の記念図書館が最初期の代表作である。曽禰中條建築事務所はオフィスビルの佳作を多く生み出した。1928年5月、フランス政府からレジオンドヌール勲章シュヴァリエを贈られた。
晩年には「建築士法」の成立に尽力し、また国民美術協会の会頭も15年間務めた。墓所は青山霊園(1ロ8-33)。

## 家族
- 父・中條政恒 ‐ 米沢藩士
- 妹・てい ‐ 三越会長・倉知誠夫の妻。明治女学校出身。[3][4]
- 妻・中條葭江 ‐ 西村茂樹の次女。華族女学校を首席で卒業し昭憲皇后から『言海』を賜わったという才媛であり、『葭の影』の著書もある[1]
- 長女・宮本百合子 ‐作家。夫に荒木茂 (言語学者)、宮本顕治。 17歳で小説『貧しき人々の群』を著し天才少女と呼ばれた。父親について自伝的作品のほか「わが父」、「父の手紙」、「父の手帳」などで触れている[1]。
- 長男・中條国男  ‐ 建築家。東京美術学校建築科卒。妻の咲枝は父方いとこ（倉知誠夫・ていの二女）
- 二男・中條英男 ‐ 大学受験前に自殺

## 作品
- 札幌農学校昆虫及養蚕学教室、動植物学教室、図書館（現北海道大学）登録有形文化財
- リデル・ライト両女史記念館（1918年、熊本）登録有形文化財
- 上杉伯爵邸（1925年、米沢市、現米沢市上杉記念館）登録有形文化財

顧問
- 旧山形県庁舎及び県会議事堂（1916年、山形）設計：田原新之助（中條は顧問として参画）重要文化財

以下、「曽禰達蔵・中條精一郎建築事務所作品集」（国立国会図書館所蔵）より
　（主なもの）
- 慶應義塾図書館旧館（1912年、東京都）重要文化財
- 東京海上ビル（1918年、現存しない）
- 旧日本郵船神戸支店ビル（1918年、神戸市）
- 郵船ビル（1923年、東京都。現存しない）
- 旧鹿児島県庁舎（1925年、鹿児島市。玄関部のみ現存）
- 慶應義塾塾監局（1926年、東京都）
- 小笠原伯爵邸（1927年）
- 旧三井銀行小樽支店（1927年、小樽市）重要文化財
- 慶應義塾大学病院予防医学教室（1929年、東京都）
- 明治屋ビル（1933年、東京都）
- 講談社ビル（1933年、東京都）
- 慶應義塾大学日吉第一・第二校舎（1934-36年、横浜市）
- 岩崎家熱海別邸（1935年、熱海市）
- 三井住友銀行大阪中央支店（1936年、大阪市）